# Liou C'-ke
Liou C'-ke (čínsky pchin-jinem Liú Zǐgē, znaky 刘子歌; * 31. března 1989, Pen-si, Čína) je čínská plavkyně. Na Letních olympijských hrách v Pekingu získala zlatou medaili v závodě na 200 metrů motýlek, který vyhrála v novém světovém rekordu 2:04,18.